# Boaz Myhill
Glyn Oliver Myhill (Modesto, 9 november 1982) – alias Boaz Myhill – is een Welsh–Amerikaans voetballer die als doelman speelt. Hij tekende in 2010 bij West Bromwich Albion. In 2008 debuteerde hij in het Welsh voetbalelftal.

## Clubcarrière
Myhill is afkomstig uit de jeugdopleiding van Aston Villa. Hij kon echter nooit doorbreken bij die club en werd om wedstrijdervaring op te doen door The Villans uitgeleend aan Stoke City, Bristol City, Bradford City, Macclesfield Town en Stockport County. In december 2003 tekende hij bij Hull City. In zeven seizoenen speelde de doelman 257 competitiewedstrijden voor The Tigers. In juli 2010 tekende hij bij West Brom. Tijdens het seizoen 2011/12 werd Myhill uitgeleend aan Birmingham City. Tijdens het seizoen 2014/15 fungeert hij als doublure voor Engels international Ben Foster.

## Interlandcarrière
Myhill werd geboren in Modesto, Californië. Op 26 maart 2008 debuteerde hij voor Wales tegen Luxemburg. In totaal speelde de doelman 19 interlands. In mei 2014 gaf hij aan een punt te zetten achter zijn interlandcarrière.